# Bulbophyllum lilacinum
Bulbophyllum lilacinum là một loài phong lan thuộc chi Bulbophyllum.